# A közlekedés biztonsága elleni bűncselekmény
A közlekedés biztonsága elleni bűncselekményt a Büntető Törvénykönyv határozza meg, megadva a büntetését is:
"232. § (1) Aki közlekedési útvonal, jármű, üzemi berendezés vagy ezek tartozéka megrongálásával vagy megsemmisítésével, akadály létesítésével, közlekedési jelzés eltávolításával vagy megváltoztatásával, megtévesztő jelzéssel, közlekedő jármű vezetője ellen erőszak vagy fenyegetés alkalmazásával vagy más hasonló módon más vagy mások életét vagy testi épségét veszélyezteti, bűntett miatt három évig terjedő szabadságvesztéssel büntetendő.
(2) A büntetés
a) egy évtől öt évig terjedő szabadságvesztés, ha a bűncselekmény súlyos testi sértést,
b) két évtől nyolc évig terjedő szabadságvesztés, ha a bűncselekmény maradandó fogyatékosságot, súlyos egészségromlást vagy tömegszerencsétlenséget,
c) öt évtől tíz évig terjedő szabadságvesztés, ha a bűncselekmény halált,
d) öt évtől tizenöt évig terjedő szabadságvesztés, ha a bűncselekmény kettőnél több ember halálát okozza, vagy halálos tömegszerencsétlenséget
okoz.
(3) Aki az (1) bekezdésben meghatározott bűncselekményre irányuló előkészületet követ el, vétség miatt egy évig terjedő szabadságvesztéssel büntetendő.
(4) Aki az (1) bekezdésben meghatározott bűncselekményt gondatlanságból követi el, vétség miatt egy évig terjedő szabadságvesztéssel, a (2) bekezdésben meghatározott esetekben, az ott tett megkülönböztetés szerint két évig, három évig, egy évtől öt évig, illetve két évtől nyolc évig terjedő szabadságvesztéssel büntetendő.
(5) A büntetés korlátlanul enyhíthető - különös méltánylást érdemlő esetben mellőzhető - azzal szemben, aki a veszélyt, mielőtt abból káros következmény származott volna, önként megszünteti."